# Sebastian Lauritzen
Sebastian Lauritzen, född 13 september 1983, är en före detta svensk ishockeyspelare.  
Lauritzens moderklubb är Njurunda SK från södra Medelpad, en klubb som även fostrat spelare som Fredrik Modin och Henrik Zetterberg. I likhet med dessa två flyttade Lauritzen till Timrå IK för juniorspel. Efter ett par sporadiska inhopp i Elitserien erbjöds dock inte Lauritzen kontrakt med A-laget som senior utan flyttade till Allsvenskan i ishockey och Sundsvall Hockey.  
Efter flera starka säsonger värvades han till seriekonkurrenten Bofors IK varifrån han lockades till Linköpings HC och ett elitseriekontrakt. Lauritzen hade dock svårt att ta plats i laget och lånades bland annat ut till Växjö Lakers för att få speltid. När kontraktet gick ut värvades Lauritzen till Brynäs där han fick sitt riktiga genombrott i elitserien. 
Lauritzen valde att avsluta sin karriär den 8 maj 2018 till följd av skadorna efter en hjärnskakning i augusti 2017.

## Statistik
| 2001–02                  | Timrå IK                 | Elitserien               | —   | —  | —   | —   | —   | 1  | 0 | 0 | 0 | 0  |
| 2002–03                  | Timrå IK                 | Elitserien               | 42  | 9  | 11  | 20  | 53  | 8  | 0 | 0 | 0 | 0  |
| 2002–03                  | IF Sundsvall Hockey      | HA                       | 1   | 0  | 2   | 2   | 2   | —  | — | — | — | —  |
| 2003–04                  | IF Sundsvall Hockey      | HA                       | 44  | 6  | 7   | 13  | 38  | 2  | 0 | 1 | 1 | 0  |
| 2004–05                  | IF Sundsvall Hockey      | HA                       | 45  | 19 | 16  | 35  | 42  | 8  | 3 | 6 | 9 | 8  |
| 2005–06                  | Bofors IK                | HA                       | 39  | 14 | 16  | 30  | 77  | 10 | 0 | 0 | 0 | 8  |
| 2006–07                  | Bofors IK                | HA                       | 32  | 9  | 22  | 31  | 36  | —  | — | — | — | —  |
| 2007–08                  | Linköping HC             | Elitserien               | 2   | 0  | 0   | 0   | 0   | —  | — | — | — | —  |
| 2007–08                  | Växjö Lakers HC          | HA                       | 36  | 14 | 9   | 23  | 26  | 3  | 0 | 1 | 1 | 2  |
| 2008–09                  | Linköping HC             | Elitserien               | 12  | 0  | 1   | 1   | 0   | —  | — | — | — | —  |
| 2008–09                  | Brynäs IF                | Elitserien               | 36  | 5  | 12  | 17  | 20  | 4  | 0 | 0 | 0 | 4  |
| 2009–10                  | Brynäs IF                | Elitserien               | 46  | 7  | 18  | 25  | 34  | 4  | 0 | 3 | 3 | 2  |
| 2010–11                  | Brynäs IF                | Elitserien               | 50  | 8  | 27  | 35  | 38  | 2  | 1 | 0 | 1 | 0  |
| 2011–12                  | Brynäs IF                | Elitserien               | 40  | 10 | 21  | 31  | 8   | —  | — | — | — | —  |
| 2012–13                  | Brynäs IF                | Elitserien               | 43  | 2  | 13  | 15  | 26  | 2  | 1 | 1 | 2 | 2  |
| 2013–14                  | Brynäs IF                | SHL                      | 27  | 8  | 6   | 14  | 8   | 1  | 0 | 0 | 0 | 0  |
| 2014–15                  | Djurgårdens IF           | SHL                      | 27  | 6  | 7   | 13  | 8   | 2  | 0 | 0 | 0 | 0  |
| 2015–16                  | Kalevan Pallo            | Liiga                    | 41  | 5  | 6   | 11  | 10  | 3  | 2 | 0 | 2 | 2  |
| 2016–17                  | Timrå IK                 | HA                       | 41  | 7  | 25  | 32  | 52  | 4  | 1 | 4 | 5 | 2  |
| Elitserien/SHL totalt    | Elitserien/SHL totalt    | Elitserien/SHL totalt    | 291 | 46 | 105 | 151 | 142 | 16 | 2 | 4 | 6 | 8  |
| Hockeyallsvenskan totalt | Hockeyallsvenskan totalt | Hockeyallsvenskan totalt | 148 | 44 | 72  | 116 | 191 | 17 | 1 | 5 | 6 | 12 |